# Phasenlaufzeit
Die Phasenlaufzeit, engl. phase delay, ist die zeitliche Verzögerung eines Trägers einer bestimmten Frequenz bzw. die zeitliche Verschiebung {\displaystyle \tau } zwischen zwei Sinusschwingungen mit der Frequenz {\displaystyle f}. Die Phasenlaufzeit ist die Zeit, in der ein stationäres Signal am Ausgang den Phasenzustand des stationären Signals am Eingang erreicht. Das Signal am Ausgang ist also gegenüber dem Signal am Eingang phasenverschoben.

## Berechnung

Vergleich von Phasen- und Gruppenlaufzeit an einem Bandpass

Mathematisch ergibt sich die Phasenlaufzeit {\displaystyle \tau _{\mathrm {ph} }} aus dem negativen Argument der Übertragungsfunktion {\displaystyle H(\mathrm {j} \omega )} des Systems, geteilt durch die Kreisfrequenz {\displaystyle \omega =2\pi f}:
{\displaystyle \tau _{\mathrm {ph} }(\omega )=-{\frac {\varphi (\omega )}{\omega }}\,}
mit {\displaystyle \varphi (\omega )=\arg\{H(\mathrm {j} \omega )\}}.
{\displaystyle H(\mathrm {j} \omega )} ist die Übertragungsfunktion des Systems,
{\displaystyle \varphi (\omega )} seine Phase und
{\displaystyle \tau _{\mathrm {ph} }(\omega )} die Phasenlaufzeit des Systems.
Das Argument der Übertragungsfunktion kann bestimmt werden aus der Beziehung
{\displaystyle \arctan \left({\frac {\operatorname {Im} \{H(j\omega )\}}{\operatorname {Re} \{H(j\omega )\}}}\right)+k2\pi \,}.
Der reelle ganzzahlige Faktor {\displaystyle k} kann aus dem Pol/Nullstellen-Diagramm der Übertragungsfunktion bestimmt werden. Wegen der Vieldeutigkeit der Phase um 2π wird zur Beschreibung der Systemlaufzeit die Gruppenlaufzeit verwendet, bei der es zu keiner Vieldeutigkeit
der Phase kommt.
Rein anschaulich bedeutet die Phasenlaufzeit {\displaystyle \tau _{\mathrm {ph} }} die Zeit, um welche eine Frequenzkomponente der Frequenz {\displaystyle f} im Ausgangssignal {\displaystyle y(t)} gegenüber dem Eingangssignal {\displaystyle x(t)} verzögert (verschoben) sind. Ist das Eingangssignal {\displaystyle x(t)} monofrequent, so ist das Ausgangssignal {\displaystyle y(t)} um die Phasenlaufzeit {\displaystyle \tau _{\mathrm {ph} }} verzögert:
{\displaystyle y(t)=x(t+\tau _{\mathrm {ph} })\,}.
Ist die Dämpfung {\displaystyle A(\omega )} in dem betrachteten Frequenzband {\displaystyle \Delta \omega } konstant, wie dies bei einem Bandpass der Fall ist, entspricht die Phasenlaufzeit {\displaystyle \tau _{\mathrm {ph} }} der Laufzeit der Trägerfrequenz, in rechter Darstellung in der Farbe Violett dargestellt, während die Gruppenlaufzeit {\displaystyle \tau _{\mathrm {gr} }} der Laufzeit der Hüllkurve entspricht. Die Hüllkurve ist in der Abbildung als blau strichlierte Linie eingezeichnet und stellt die im Signal enthaltene Information dar.